# Samuel Myron Brainerd
Samuel Myron Brainerd (* 13. November 1842 in Albion, Erie County, Pennsylvania; † 21. November 1898 in Erie, Pennsylvania) war ein US-amerikanischer Politiker. Zwischen 1883 und 1885 vertrat er den Bundesstaat Pennsylvania im US-Repräsentantenhaus.

## Werdegang
Samuel Brainerd besuchte die öffentlichen Schulen seiner Heimat und danach die Edinboro Normal School. Nach einem anschließenden Jurastudium an der University of Michigan in Ann Arbor und seiner 1869 erfolgten Zulassung als Rechtsanwalt begann er in North East in diesem Beruf zu arbeiten. Zwischen 1872 und 1875 war er Bezirksstaatsanwalt im Erie County. Ab 1874 war er in der Stadt Erie ansässig, in der er als Anwalt praktizierte. Gleichzeitig schlug er als Mitglied der Republikanischen Partei eine politische Laufbahn ein. Im Jahr 1880 war er republikanischer Bezirksvorstand im Erie County.
Bei den Kongresswahlen des Jahres 1882 wurde Brainerd im 27. Wahlbezirk von Pennsylvania in das US-Repräsentantenhaus in Washington, D.C. gewählt, wo er am 4. März 1883 die Nachfolge von Lewis Findlay Watson antrat. Da er im Jahr 1884 von seiner Partei nicht zur Wiederwahl nominiert wurde, konnte er bis zum 3. März 1885 nur eine Legislaturperiode im Kongress absolvieren. Nach seiner Zeit im US-Repräsentantenhaus war Samuel Brainerd wieder als Rechtsanwalt tätig. Er starb am 21. November 1898 in Erie, wo er auch beigesetzt wurde.